# Schefflera chartacea
Schefflera chartacea är en araliaväxtart som beskrevs av Elmer Drew Merrill. Schefflera chartacea ingår i släktet Schefflera och familjen araliaväxter. Inga underarter finns listade.